# أولاد بوسعيد (بني يخلف)
أولاد بوسعيد هو دُوَّار يقع بجماعة سانية بركيك، إقليم سيدي بنور، جهة الدار البيضاء سطات في المملكة المغربية. ينتمي الدوّار لمشيخة بني يخلف التي تضم 21 دوار. يقدر عدد سكانه بـ 1273 نسمة حسب الإحصاء الرسمي للسكان والسكنى لسنة 2004.

## روابط خارجية
- البوابة الوطنية للجماعات الترابية
- المندوبية السامية للتخطيط